# Alan Hale
Alan Hale (Tachikawa, 7 de março de 1958) é um astrônomo profissional norte-americano, que co-descobriu o cometa Hale-Bopp junto com o astrônomo amador Thomas Bopp. Hale é especialista no estudo de estrelas semelhantes ao Sol e na busca por sistemas planetários extra-solares, e tem interesses secundários nos campos de cometas e asteroides próximos à Terra. Ele foi um astrônomo ativo a maior parte de sua vida e atualmente atua como presidente do Earthrise Institute, que ele fundou, e que tem como missão o uso da astronomia como ferramenta para quebrar barreiras internacionais e interculturais. A União Astronômica Internacional (UAI) nomeou um asteroide em homenagem a Hale, 4151 Alanhale, em reconhecimento às suas numerosas observações de cometas.

## Earthrise Institute
Em 1993, Hale fundou o Southwest Institute for Space Research (SWISR), que mais tarde se tornou o Earthrise Institute, onde Hale atua como presidente.

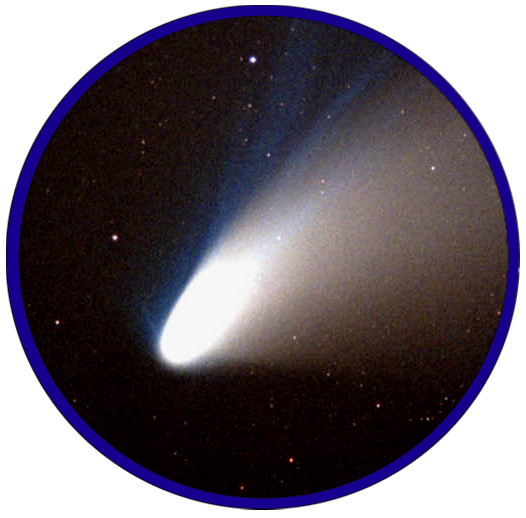
Cometa Hale–Bopp

## Descoberta do cometa Hale-Bopp
Hale avistou pela primeira vez o cometa que levaria seu nome de sua casa em Cloudcroft, Novo México, onde o céu noturno é excepcionalmente escuro. Desde 1970, Hale observou mais de 200 cometas conhecidos, e na noite de 22 para 23 de julho de 1995, depois de terminar suas observações periódicas do cometa Clark, e enquanto esperava que o cometa periódico d'Arrest se tornasse visível acima do horizonte, ele "decidiu passar o tempo observando alguns objetos do céu profundo em Sagitário", e apontou seu telescópio Meade DS-16 para o aglomerado globular M70. Ele disse que "imediatamente notou um objeto difuso no campo" que não estava presente quando observou aquela região do céu duas semanas antes.  

Depois de consultar suas fontes astronômicas e determinar que o cometa provavelmente era desconhecido, Hale diz:
Enviei um e-mail para Brian Marsden e Dan Green no Central Bureau ... informá-los de um possível cometa; mais tarde, quando verifiquei que o objeto havia se movido contra as estrelas de fundo, enviei-lhes um e-mail adicional. Continuei a seguir o cometa por um total de cerca de 3 horas, até que ele se pôs atrás de árvores no sudoeste, e então pude enviar um relatório detalhado, completo com duas posições. 
Desconhecido de Hale, naquela noite Thomas Bopp estava observando a mesma região do céu com amigos perto de Stanfield, Arizona. Por volta das 23h, Bopp observava o M70 através de seu telescópio e "notou um objeto mais fraco e difuso entrando em campo". Bopp e seus amigos determinaram que era um cometa, e depois que Bopp voltou para casa, ele informou o Central Bureau de sua descoberta.

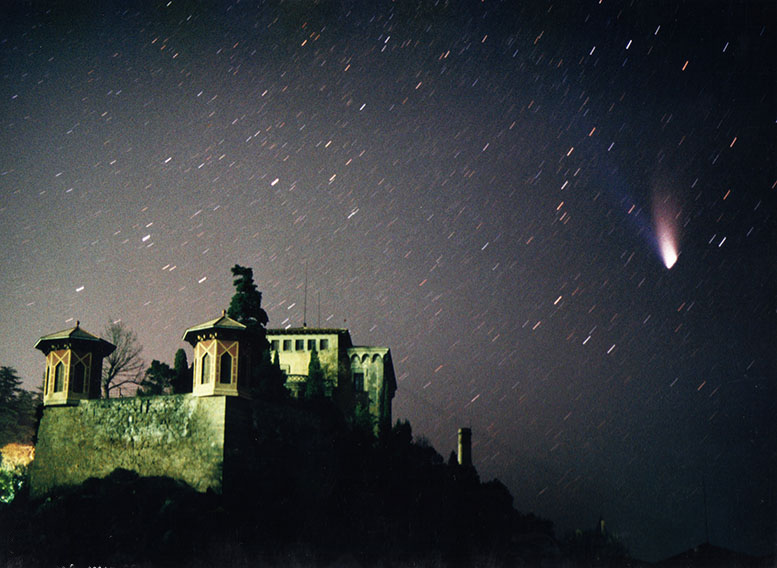
Cometa Hale–Bopp

Em 23 de julho, a IAU emitiu a Circular 6187 para anunciar a descoberta conjunta do novo cometa. De acordo com Hale, cálculos indicam que Hale-Bopp provavelmente apareceu pela última vez na ordem de 4 000 anos atrás, mas qualquer registro desse encontro anterior ainda não havia sido identificado positivamente a partir de registros antigos.  Também foi determinado que Hale-Bopp não retornará ao Sistema Solar interno até aproximadamente 4385.
O cometa Hale-Bopp, originalmente rotulado como C/1995 O1, e às vezes chamado de "o Grande Cometa de 1997", tornou-se um dos cometas mais vistos da história da humanidade, e o cometa mais brilhante visto desde o cometa West em 1976, parecendo "1 000 vezes mais brilhante do que o cometa Halley fez à mesma distância".
Quando o cometa estava no auge de seu brilho, Hale diz que estava dando palestras sobre o cometa em grandes cidades com céu noturno poluído pela luz, então ele não teve a chance de "vê-lo tanto quando estava realmente brilhante".
 

Sobre a coletiva de imprensa da descoberta do cometa, Hale elogiou a reportagem feita pelo "primeiro repórter que divulgou a história da descoberta do cometa", o repórter científico do Albuquerque Journal John Fleck:
João me mimou. O resto da mídia... na maioria das vezes não eram como ele. Eu dava voltas e voltas nas mesmas coisas repetidas vezes e eles ainda erravam. 
Como exemplo de que a mídia errou, Hale contou esta história:
Devido à frustração com o repórter que o entrevistava para o USA Today quando lhe perguntaram sobre um suposto OVNI seguindo o cometa, Hale fez uma piada de que encontraria os alienígenas quando eles pousassem em Roswell e os confrontaria por seguirem o "seu" cometa. Hale afirmou que o artigo resultante relatou com seriedade que "Hale disse que irá a Roswell para encontrar a espaçonave quando ela pousar". E essa frase foi a única coisa que eles relataram do que ele disse em toda a entrevista de 45 minutos. 

## Defesa do ceticismo científico
Como um cético científico, Hale é um colaborador periódico da revista Skeptical Inquirer. Um desses artigos, intitulado "An Astronomer's Personal Statement on UFOs", foi publicado na edição de março/abril de 1997. No artigo, Hale afirmou:
Quando sou confrontado com crenças sobre OVNIs ou outros fenômenos paranormais – ou, para esse assunto, sobre qualquer coisa – sou guiado por três princípios básicos, a saber:
1. As alegações extraordinárias exigem provas extraordinárias.
2. O ônus da prova é positivo. (Se você está fazendo uma reivindicação extraordinária, o ônus é de você produzir a prova extraordinária para provar que você está correto; o ônus não cabe a mim para provar que você está errado.)
3. Navalha de Occam: Se alguém é confrontado com uma série de fenômenos para os quais existe mais de uma explicação viável, deve-se escolher a explicação mais simples que se encaixa em todos os fatos observados.

Após uma análise das alegações de visitação extraterrestre em relação a esses três princípios, Hale concluiu:
Em resumo, considero provável que existam raças alienígenas avançadas em algum lugar "lá fora", e contínuo aberto à possibilidade de que, por mais improvável que pareça, uma ou mais dessas raças possam estar visitando a Terra. Mas, se sim, onde estão? Se eles possuem a tecnologia capaz de percorrer distâncias interestelares, então eles estão tão à nossa frente que não pode haver razão para eles terem medo de nós. Se quiserem esconder-se de nós, podem fazê-lo facilmente; Se eles não quiserem, então eles não têm necessidade de jogar conosco e apenas se mostrar a alguns indivíduos involuntários. Que se revelem à humanidade em geral, aos nossos cientistas e a mim. 

## Ativismo ateu
Hale é ateu e membro do conselho honorário do grupo online Internet Infidels, que tem a missão de usar a Internet para promover uma visão de que forças ou entidades sobrenaturais não existem. Hale deixou clara sua posição sobre religião:
Sou bastante tendencioso contra invocar seres míticos misteriosos que outras pessoas querem afirmar que existem, mas para os quais não podem oferecer nenhuma evidência. Dizer aos alunos que as crenças de uma tribo supersticiosa de milhares de anos atrás devem ser tratadas em pé de igualdade com as evidências coletadas com nossos equipamentos mais avançados hoje é minar completamente todo o processo de investigação científica. 

## Selecionar bibliografia

### Livros
- Everybody's Comet: A Layman's Guide to Hale–Bopp[18]
- Great Balls of Ice: A Century of Comets[19]
- the comet man (a memoir) e-book[20]

### Revistas científicas
- The Astronomical Journal: Dissertation published in January 1994
- The International Comet Quarterly:[21]

### Publicações populares
De agosto de 2002 a janeiro de 2003, Hale escreveu uma coluna semanal para a Space Frontier Foundation intitulada "In Our Skies", que foi arquivada online. Ele também escreveu uma coluna mensal intitulada "Hale to the Stars". Hale atualmente contribui para o Alamogordo Daily News com sua coluna "In Our Skies", cobrindo uma variedade de tópicos astronômicos e de voos espaciais.
Outras publicações para as quais Hale contribuiu incluem Astronomy, Skeptical Inquirer, Free Inquiry e McGraw-Hill Encyclopedia of Science and Technology.